# Krauschwitz
Krauschwitz (szorb nyelven Krušwica) település Németországban, azon belül Szászország tartományban. Lakosainak száma 3328 fő (2023. december 31.).

## Népesség
A település népességének változása:
| Lakosok száma | 3461 | 3453 | 3367 | 3336 | 3328 |
|               | 2017 | 2019 | 2021 | 2022 | 2023 |